# Polisportiva Gioventù Pentapoli
La Polisportiva Gioventù Pentapoli o più comunemente Gioventù Pentapoli è stata una società sportiva di pallamano femminile di Siracusa, fondata nel 1990. Il colore sociale del club è il giallo e il blu.

## Storia
Fondata nel 1990, da Salvatore Sparatore, il club ha vissuto i suoi momenti di gloria alla fine degli anni novanta, quando ha calcato i campionati importanti di Serie A1 e Serie A2. La Gioventù Pentapoli ha rappresentato la città in massima serie insieme ad altre due realtà siracusane (Eos e Polisport), a ragione di quanto fosse all'avanguardia il settore pallamanistico a Siracusa in quegli anni. 
I colori sociali del club sono stati diversi, se dapprima il club veniva rappresentato dal bianco e dall'azzurro, successivamente vennero cambiati i colori, dapprima in rosso e successivamente in giallo e blu.
L'impianto di gioco delle gare casalinghe è stato inizialmente il "tensostatico", per poi essere sostituito dal palazzetto dello sport PalaLoBello progettato e realizzato per ospitare grandi eventi sportivi ed intitolato all'ex arbitro di calcio Concetto Lo Bello nonché ex presidente della Federazione Italiana Giuoco Handball.
Nel 2001 la Gioventù Pentapoli dapprima non completa il campionato di Serie A1, ritirandosi a tre giornate dalla fine del campionato, e successivamente per i noti problemi economici, si ritira definitivamente da ogni attività agonistica.

## Società
La matricola storica del club è stata la n. 1682. 

## Allenatori e presidenti

### Allenatori
- Roberto Giuffrida
- Gianni Calvo
- Anna Bondar

### Presidenti
- Salvatore Spatafora

## Statistiche e record

### Partecipazione ai campionati
| Livello | Categoria | Partecipazioni | Debutto   | Ultima stagione | Totale |
| ------- | --------- | -------------- | --------- | --------------- | ------ |
| 1°      | Serie A1  | 1              | 2000-2001 | 2000-2001       | 1      |
| 2°      | Serie A2  | 7              | 1993-1994 | 1999-2000       | 7      |
| 3°      | Serie B   | 3              | 1990-1991 | 1992-1993       | 3      |